# Об'єднання сучасних архітекторів

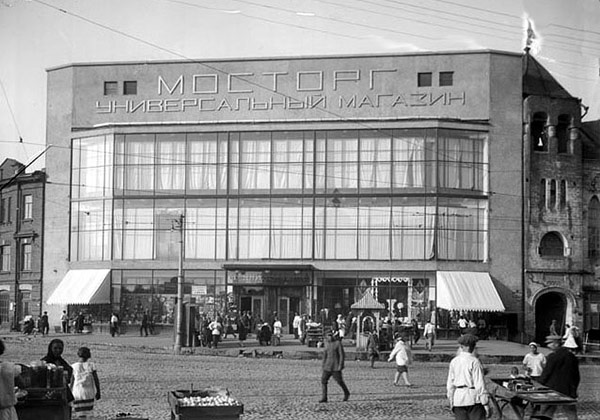
Магазин Мосторг на Красній Пресні, 1929. Архітектори — брати Весніни

Об'єднання сучасних архітекторів (ОСА) — громадська організація, заснована в 1925 році членами Лівого фронту мистецтва. Виступала під гаслами конструктивізму і функціоналізму. Пропагувала використання новітніх конструкцій і матеріалів, типізацію та індустріалізацію будівництва.

## Історія
Наприкінці першої половини 1920-х років, завдяки швидкому зростанню популярності в архітектурному середовищі ідей конструктивізму, навколо ідеолога і фактичного лідера течії Олександра Весніна склалася група однодумців — Мойсей Гінзбург, Віктор Веснін, Яків Корнфельд, Володимир Владимиров, Андрій Буров, Георгій Орлов, Ганна Капустіна, Олександр Фуфаєв та Владилен Красильников, які прийняли рішення створити творче об'єднання архітекторів-конструктивістів. До початку грудня 1925 року був розроблений статут організації і 19 грудня того ж року відбулися перші загальні збори, на яких крім ініціаторів були присутні архітектори Ілля Голосов, Костянтин Мельников і Георгій Вегман. Збори ухвалили «визнати за необхідне створення Об'єднання Сучасних Архітекторів, назвати його скорочено ОСА». Головою об'єднання став Олександр Веснін, його заступниками — Мойсей Гінзбург, Віктор Веснін, секретарем — Георгій Орлов.

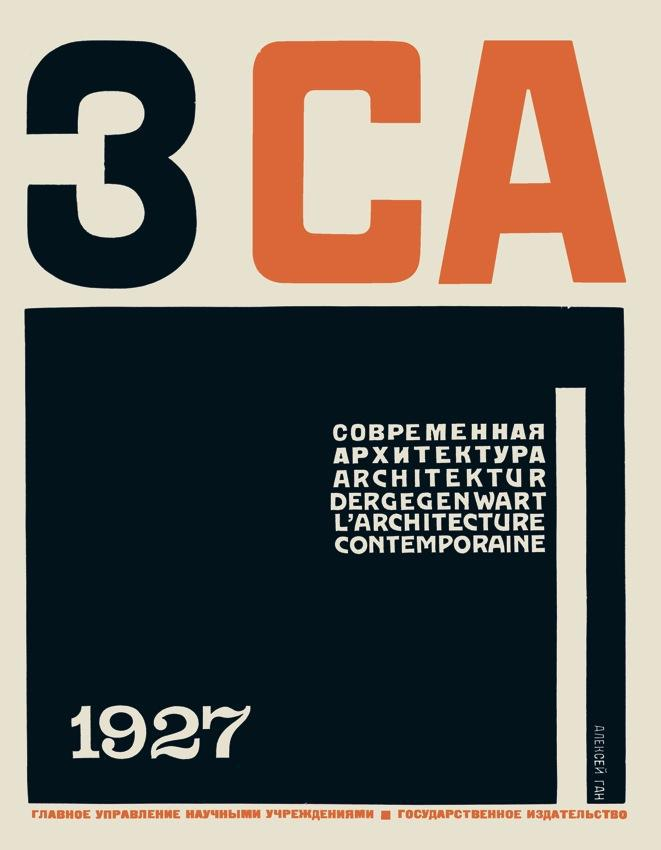
Обкладинка журналу «Сучасна архітектура»

Офіційно оформити нову організацію довгий час не вдавалося: Московська міськрада, посилаючись на те, що в Москві вже діють об'єднання архітекторів (Московське архітектурне товариство, АСНОВА та інші), кілька разів відмовлялася зареєструвати статут ОСА, пропонуючи її прихильникам влитися в одну з існуючих архітектурних організацій. Лише восени 1926 року ОСА при підтримці завідувач Художнім відділом Головнауки Наркомосу Павла Новицького вдалося офіційно оформити своє існування при Державної академії художніх наук.
Друкованим органом ОСА був журнал «Сучасна архітектура» (1926—1930), який почав виходити ще до офіційної реєстрації організації. З усіх творчих об'єднань архітекторів 1920-х — початку 1930-х років (МАО, АСНОВА, ОАХ, ЛОА, ВОПРА, АРУ та інших) лише ОСА мало власний періодичний друкований орган. На сторінках журналу було викладено кредо об'єднання — функціональний метод, який вимагав від архітектора врахування особливостей функціонування будівель, споруд і комплексів шляхом створення їх раціонального плану та обладнання. Популярність журналу і активна діяльність членів ОСА сприяли появі нових прихильників організації. Відділення ОСА виникли в Ленінграді, Свердловську, Казані, Харкові, Томську, Новосибірську, Києві, Баку та інших містах.
Влітку 1927 року ОСА організував в Москві «Першу виставку сучасної архітектури», завданням якої, за словами організаторів, стала «широка пропаганда ідей сучасної архітектури не тільки серед фахівців-архітекторів, але і серед широких мас населення». Виставка була відкрита в будівлі Вхутемасу 18 червня і працювала до 15 серпня. Виставковий комітет відбирав для демонстрації роботи в дусі нового напряму архітектури, ігноруючи традиціоналістів і представників інших творчих організацій. МАО, ЛОА, ОАХ та інші об'єднання архітекторів запрошення взяти участь у виставці не отримали, а АСНОВА таку пропозицію відкинула, вважаючи, що подібні виставки не можуть бути організовані представниками конкретного творчого угруповання. На думку дослідника архітектури Селіма Хан-Магомедова, Перша виставка сучасної архітектури стала найважливішою виставкою радянського архітектурного авангарду, показала його зрілість і намітила нові шляхи розвитку конструктивізму.
У 1927 році ОСА було перейменовано на Всеросійське об'єднання сучасних архітекторів (РОСА), але нова назва не прижилася і надалі продовжували використовувати первісну назву.
У 1928 році пройшла Перша конференція ОСА, яка стала підготовчим етапом до Першого з'їзду об'єднання у 1929 році.
У 1930 році ОСА було перетворено на Сектор архітекторів соціалістичного будівництва (САСС) при Всесоюзному архітектурно-науковому товаристві (ВАНТ). Потім організація увійшла до складу Московського обласного відділення ВАНОТ (МОВАНТ). У 1932 році діяльність ОСА — САСС припинилася в зв'язку з організацією Спілки радянських архітекторів.

## Деякі члени ОСА
- Михайло Барщ
- Андрій Буров
- Олександр Веснін
- Віктор Веснин
- Володимир Владимиров
- Олексій Ган
- Мойсей Гінзбург
- Ілля Голосов
- Пантелеймон Голосов
- Яків Корнфельд
- Микола Кузьмин
- Ле Корбюзьє
- Іван Леонідов
- Казимир Малевич
- Іван Ніколаєв
- Олександр Нікольський
- Георгій Орлов
- Михайло Охитович
- Олександр Пастернак
- Олександр Родченко
- М. И. Синявский
- Варвара Степанова
- Анатолій Фісенко
- Лазар Хидекель
- Роман Хігер